# BSV Buer-Bülse 1926
Der BSV Buer-Bülse 1926 e. V. ist ein Schützenverein in Gelsenkirchen-Scholven. Seine Sportschützenabteilung ist in der Saison 2016/2017 unter anderem in der 1. Bundesliga Nord sowie der 2. Bundesliga West vertreten.

## Geschichte
Der Verein wurde am 23. August 1926 gegründet. Bereits ein Jahr später veranstaltete der Verein ein erstes öffentliches Schützenfest und es wurde ein Spielmannszug gegründet. Die Auswirkungen des Zweiten Weltkrieges lähmten die Vereinsarbeit und machten über Jahre das Weiterbestehen unmöglich. Im Jahre 1949 wurde der Verein dann wiederbelebt und ein Jahr später wieder ein Spielmannszug eingerichtet. Das erste Nachkriegs-Schützenfest fand dann 1951 statt. Im Jahr 1979 brannte das Vereinslokal „Haus Bülse“ bis auf die Grundmauern ab. Nach nur wenigen Wochen konnte ein neuer Luftdruckschießstand in den Kellerräumen der Grundschule Bülsestraße eröffnet werden, wo auch heute noch geschossen wird. Im Jahr 2012 endete die letzte Umbauphase des Vereinsheims. Seitdem können die Schützen auf 11 vollelektronische Anlagen der Firma Meyton schießen. 1992 stieg die 1. Luftgewehr-Mannschaft in die Bundesliga auf. Ein beachtlicher 4. Platz ging am Ende der Saison an die Mannschaft. Die bislang erfolgreichste Zeit erlebte der BSV zwischen 2001/2002 und 2005/2006: neben drei Meistertiteln wurden zwei Vizemeisterschaften gefeiert. Nach einer schwachen Saison im Jahr 2012 stieg die erste Mannschaft in die 2. Bundesliga West ab. In der Saison 2014/2015 schaffte man den Wiederaufstieg und konnte in der folgenden Saison am letzten Wettkampftag den Klassenerhalt in der 1. Bundesliga sichern.

## Ligen
Der BSV ist mit seinen Luftgewehr-Mannschaften in folgenden Ligen vertreten (Stand 2017): 1. Bundesliga Nord; 2. Bundesliga West; Westfalenliga und Bezirksliga Industriegebiet. Mit der Luftpistole sind sie in der Bezirksliga Industriegebiet vertreten. Seit 2012 schießen die Senioren des Vereins in der Kreisliga46+.

## Sportliche Erfolge
- Mannschaftsmeisterschaft 2002 in der Bundesliga (Luftgewehr)
- Mannschaftsmeisterschaft 2003 in der Bundesliga (Luftgewehr)
- Mannschaftsmeisterschaft 2005 in der Bundesliga (Luftgewehr)
- Vize-Mannschaftsmeisterschaft 2004 in der Bundesliga (Luftgewehr)
- Vize-Mannschaftsmeisterschaft 2006 in der Bundesliga (Luftgewehr)